# 糸魚川石
糸魚川石（いといがわせき・Itoigawaite）とは、ケイ酸塩鉱物に属する鉱物の1つ。SrAl2(Si2O7)(OH)2・H2O という化学組成を持つ斜方晶系の鉱物である。

## 概要
糸魚川石は1998年に現在の新潟県糸魚川市で蓮華石 (Rengeite) と共に発見された日本産新鉱物であり、名称は発見地に因む。しかしこの名称は、実際には旧青海町親不知海岸で発見された糸魚川石を含む翡翠輝石 (Jadeite) を、誤って旧糸魚川市小滝川を産地として論文を提出した事に起因するもので、実際には当時における糸魚川市で発見された鉱物ではなかった。論文提出後にその問題が発覚したが、元々海岸の転石であるため本当の産地がはっきりしないことを考慮すると、論文を取り下げてまで名称を変更する手間を取る必要はないと判断されたため、産地を糸魚川・青海地方と変更した上で論文が提出された。名称は新鉱物の認定と共にそのまま承認された。ちなみに、青海町は能生町と共に2005年に糸魚川市と合併している。なお、青海町に因む青海石 (Ohmilite) は1973年に発見されている。
糸魚川石は青色を特徴としており、白色の翡翠輝石の中において非常に目立つ。そのため新鉱物として研究される以前から、翡翠を装飾品などに加工する職人の間では知られていた存在であったが、それは「青色の翡翠」と思われていたために、長い間研究される事はなかった。ただし、硬度が5から5.5と、翡翠輝石の6と比べれば柔らかく削れ易いため、加工の際には何かが異なる事は知られており、またその柔らかさから工芸品として完成される事はなかった。その後、「青色の翡翠」はチタンを含む事で青色を呈するオンファス輝石 (Omphacite) ではないかと考えられた。確かに大部分はそうであったが、一部にエネルギー分散型X線分析の分析ではチタンのピークが出ない「青色の翡翠」があった。当時は親不知海岸などの翡翠からチタン、ストロンチウム、ジルコニウムを含む世界的にも希産な鉱物や日本産新鉱物が複数発見されていたが、特にストロンチウムやジルコニウムのピークはケイ素のピークと非常に類似しており、重なって見逃される事がある。そういった、ケイ素に隠れたストロンチウムを含みチタンを多量に含まない未知の鉱物が宮島宏らによって報告され、新鉱物として承認された。2002年に宮島は糸魚川石の発見の功績で櫻井賞を受賞している。

## 性質・特徴
糸魚川石は組成にストロンチウムを含むケイ酸塩鉱物である。ローソン石 (Lawsonite) のカルシウムをストロンチウムに置換した組成に相当する。発見の由来となった青色は微量に含まれるチタンや鉄に由来すると考えられているが、その量はわずかであり、同じ原因で青色となっているオンファス輝石と違い分析値にピークが出ない。
糸魚川石はほぼ純粋な翡翠輝石の中で目立つ青色の脈石状で産出し、結晶は非肉眼的である。この脈には糸魚川石のほかにソーダ沸石 (Sodalite) を含んでいる。ストロンチウムが翡翠輝石中において分散せず糸魚川石として濃集するのは、カルシウムとストロンチウムのイオン半径の違いに起因すると考えられている。

## 産出地
糸魚川石は珍しい鉱物であり、以下の2産地しか発見報告がない。
- 新潟県糸魚川市親不知海岸（原産地）
- 鳥取県若桜町